# 邵友濂
邵 友濂（しょう ゆうれん、Shao Youlian、1840年 - 1901年）は、清末の官僚・外交官。もとの名は維埏。字は筱春または小村。浙江省紹興府余姚県の出身。
父の邵燦は漕運総督を務め、兄の邵曰濂は太常寺卿を務めた。工部員外郎を務めていた1865年に挙人となった。1874年に総理各国事務衙門章京となり、1879年には駐ロシア公使代理となった。1882年に蘇松太道兼江海関道となり、清仏戦争の際には台湾の防衛にあたった。その後河南按察使、台湾布政使、湖南巡撫を歴任し、1891年に台湾巡撫となった。
1894年に日清戦争が発生した後は、台湾の防衛を巡り布政使の唐景崧と対立、病もあり湖南巡撫に転任となった（未着任）。翌1895年1月、張蔭桓と共に全権大使として講和条約締結のために日本に派遣されたが、日本側に全権委任状の不備を指摘され、成果を上げることなく帰国を余儀なくされた（代わりに李鴻章が全権大使として来日、下関条約に調印する）。
台湾巡撫在任中に、台湾省通志局を設立して『台湾通志』を編纂させた。また、劉銘伝時代に創設された煤務局・砿油局・番学堂などを廃止した。邵友濂が新政を停止したことは短慮であったとの意見もあるが、破綻の危機に瀕していた台湾省の財政を一息つかせたのも事実である。
作家・詩人の邵洵美は孫にあたる。